# 連弾 (映画)
『連弾』（れんだん）は、竹中直人監督による2001年3月31日公開の日本映画。ベルリン国際映画祭フォーラム部門出品作品。
城戸賞受賞脚本をもとに撮られた。脚本の原題は『連弾・デュオ』。映画よりシリアスな味わいのものであった。「損得感情」「わたしの持ち味」「7月16日のラララ」など、さまざまな独創的な鼻歌が、作中人物によって口ずさまれた。
母と娘が、和室の畳の上に置かれたグランドピアノで連弾する、というユニークなシーンが印象的である。

## ストーリー
親の財産を引き継ぎ外で働かずに主夫業に従事する夫と、エリート社員の妻がいる。妻の年下同僚との浮気が原因で、夫婦は別居。子供たちは、夫の家に残る。妻と娘は、連弾の発表会を控えて練習中でもあり、娘は色男のピアノ教師に片思いである。そして、とうとう離婚の日がやってきて……

## キャスト
- 佐々木正太郎：竹中直人
- 佐々木（戸倉）美奈子：天海祐希
- 谷村正樹：及川光博
- 大沢三雄：北村一輝
- 佐々木真理：冨貴塚桂香
- 佐々木徹：蓑輪裕太
- 女弁護士：片桐はいり
- 長井チヅル：佐藤康恵
- 上原律子：松尾れい子
- 大沢夫人：鈴木砂羽
- 森修一：曽根英樹
- 砥部ヒロシ：溝口遊人
- タクシー運転手（慕手徹）：岩松了
- セクシー娘の恋人：塚本晋也
- 社員食堂のコック：松岡錠司
- ラーメン屋の店主：半海一晃
- 職人：岩田丸
- 現場監督：羽田真
- 現場監督助手：清田正浩
- 中年の婦人：宮田早苗
- レンタルビデオの店員：佐藤誓
- ラーメン屋の店員：矢沢幸治
- ラーメン屋の客：津田寛治、田中要次、ジーコ内山、市川達也
- 引越作業員：出光秀一郎、渋谷拓生、井上都紀、奥野晋
- 調律師：石川真希
- ホテルの隣室の男：宮城聰
- セクシー娘：有賀美穂
- ストーカー：井口昇

## スタッフ
- 製作者：宮島秀司、原田俊明、大塚康高、石川富康、高野力
- 企画：森江宏、中沢敏明
- プロデューサー：間瀬泰宏、濱名一哉、関根康
- 脚本：経塚丸雄
- 撮影：佐々木原保志
- 編集：奥原好幸
- 主題曲：「ハンガリア舞曲 第1番」 ブラームス
- 製作：松竹、東京放送、博報堂、衛星劇場、IMAGICA、セディックインターナショナル

## 関連書籍
『竹中直人（キネ旬ムック 期待の映像作家シリーズ）』……（忌野清志郎 ・責任編集）：この映画の公開の頃に作られた本。竹中作品全般が特集されているが、当時最新作だった『連弾』の話題が一番多い。